# Bad Day (chanson de Daniel Powter)
Pour les articles homonymes, voir Bad Day.
Singles de Daniel Powter
Free Loop (One Night Stand) (en)
(2005)
Bad Day est un single du chanteur Daniel Powter issu de l'album Daniel Powter (en) sorti en 2005.

## Historique
Enregistrée en 2002 sous forme de démo, la chanson n'est sortie qu'en 2005 après que l'artiste a trouvé un label.
Elle a été choisie par la firme Coca-Cola pour illustrer une campagne publicitaire, ce qui a participé à sa popularisation.
Le titre a atteint la 1re place du Billboard Hot 100 et dans plusieurs pays européens.

## Clip
Le clip de la chanson met notamment en scène l'actrice de la série Newport Beach Samaire Armstrong.